# Joël Quiniou
Joël Quiniou (* 11. Juli 1950 in Paris) ist ein ehemaliger französischer Fußballschiedsrichter, der in den 1980er und 1990er Jahren auch auf internationalem Parkett tätig war, unter anderem bei drei Weltmeisterschaftsendrunden.

## Laufbahn in den Stadien
In Frankreich gehörte Quiniou ab ca. 1980 zu den Spitzenschiedsrichtern in der Division 1, wobei er bis 1991 in Michel Vautrot einen ebenbürtigen Konkurrenten um die Nachfolge von Robert Wurtz als bestem Unparteiischen des Landes hatte. Neben mehreren hundert Ligaspielen pfiff Quiniou auch drei französische Pokalendspiele, an denen jedes Mal Olympique Marseille beteiligt war: 1986 (Niederlage gegen Girondins Bordeaux), 1989 (Sieg über AS Monaco) und 1991 (Niederlage gegen die Monegassen). Nur Vautrot leitete mehr Endspiele um die Coupe de France.
Dieser Zweikampf wirkte sich auch auf Berücksichtigung von Quiniou bei den großen Nationalmannschaftsturnieren aus: 1982 (WM) und 1984 (EM) meldete der französische Verband FFF Vautrot; an der WM 1986 nahm Quiniou teil, der bei der EM 1988 aber wiederum das Nachsehen hatte. In der Weltmeisterschaftsendrunde 1990 wurden beide als Schiedsrichter eingesetzt und leiteten dort je drei Partien. Bei der EM 1992 musste Quiniou aus Verletzungsgründen zuhause bleiben. Erst bei der WM 1994 war seine Meldung durch die FFF unumstritten; bei der EM zwei Jahre später wurde ihm aus Altersgründen Marc Batta vorgezogen, so dass er nicht ein einziges Europameisterschaftsspiel geleitet hat.
Dafür ist Joël Quiniou aber in mehrfacher Hinsicht WM-Rekordschiedsrichter: bei seinen drei Endrundenteilnahmen leitete er insgesamt acht Begegnungen – und wirkte in drei weiteren Partien als Linienrichter –, verwies fünf Spieler des Feldes und sprach dabei auch den schnellsten Platzverweis der Weltmeisterschaftsgeschichte aus, als er 1986 Uruguays José Batista für dessen Foul am Schotten Gordon Strachan nur 56 Sekunden nach dem Anpfiff unter die Dusche schickte. Dazu kamen 32 Gelbe Karten. Seine WM-Bilanz im Detail:
- 1986: Vorrundenspiel Schottland–Uruguay (5 Gelbe, eine Rote Karte); zudem als Linienrichter bei Brasilien–Algerien
- 1990: Vorrundenspiel Italien–Tschechoslowakei (4 Gelbe Karten), Achtelfinale Argentinien–Brasilien (5 Gelbe, eine Rote Karte) und das „kleine Finale“ Italien–England (keinerlei Spielerstrafen); zudem als Linienrichter bei Irland–Ägypten und Deutschland–England
- 1994: Vorrundenspiele Schweden–Russland (4 Gelbe, eine Gelb-Rote Karte) und Deutschland–Südkorea (4 Gelbe Karten), Achtelfinale Brasilien–USA (5 Gelbe, eine Gelb-Rote, eine Rote Karte), Halbfinale Italien–Bulgarien (5 Gelbe Karten)

Sein Rekord von acht WM-Spielen wurde erst 2014  von Ravshan Ermatov überboten, der im Viertelfinale seine neunte Begegnung leitete.
Zu den Höhepunkten seiner Karriere als Unparteiischer in internationalen Wettbewerben für Klubmannschaften zählen drei Endspiele: 1989 das Hinspiel um den Europäischen Supercup (FC Barcelona–AC Mailand 1:1), 1991 das Rückspiel um den UEFA-Pokal (AS Rom–Inter Mailand 1:0) und 1993 das Weltpokalfinale zwischen FC São Paulo und AC Mailand (3:2).
1991, 1993 und 1994 wurde Joël Quiniou, der in Frankreich als einer der vehementesten Befürworter des Videobeweises zur Entscheidung in strittigen Spielsituationen gilt, jeweils Zweitplatzierter bei der Wahl zum Weltschiedsrichter des Jahres, 1985 und 1994 französischer Schiedsrichter des Jahres.

## Nach der sportlichen Karriere
Joël Quiniou engagierte sich nach Ende seiner Laufbahn auf mehreren Ebenen. Er ist wegen seiner Eloquenz und Meinungsfreudigkeit ein geschätzter Gast bei öffentlichen Diskussionen und in den Redaktionen der Medien. Beim Bezahlfernsehsender Canal+ trat er 2007 regelmäßig als Experte im Studio auf. 2001 wurde er Mitglied der Anti-Gewalt-Kommission des französischen Innenministeriums (Commission nationale de prévention de lutte contre la violence dans le sport) und 2005 Mitglied des Nationalen Ethikkomitees. Des Weiteren beteiligte er sich an antirassistischen Aktionen, beispielsweise der Kampagne Stand Up Speak Up (initiiert von Thierry Henry und anderen Spielern aus europäischen Ligen) sowie an einem von Lilian Thuram und weiteren französischen Nationalspielern unterstützten antirassistischen Filmprojekt.